# Ancón de Sardina
Ancón de Sardina, także Bahía de Ancón de Sardinas – zatoka na Oceanie Spokojnym.

## Geografia
Zaczyna się tu morska granica między Kolumbią a Ekwadorem. Wpływa do niej wiele rzek, m.in. Río Mataje. Nad zatoką znajduje się wiele miejscowości, La Punta. Największą z nich jest San Lorenzo. Ma powierzchnię około 500 km². Część zatoki obejmuje rezerwat przyrody Reserva ecológica Manglares Cayapas-Mataje.